# Plácido Micó Abogo
Plácido Micó Abogo (ur. 11 lipca 1963) – polityk i lider opozycji w Gwinei Równikowej, sekretarz generalny Zjednoczenia na rzecz Demokracji Społecznej (CPDS, Convergencia para la Democracia Social). Kandydat w wyborach prezydenckich w 2009. 

## Życiorys
Plácido Micó Abogo urodził się w 1963. Jest absolwentem chemii przemysłowej oraz doktorem prawa. 
Na początku lat 90. XX w. był jednym z założycieli partii politycznej CPDS, która początkowo działała w nielegalnie w podziemiu, do czasu kiedy w lutym 1993 została ostatecznie zalegalizowana przez administrację prezydenta Teodoro Obianga Nguemę Mbasogo. W lutym 1992 został aresztowany za kolportaż organu informacyjnego partii, gazety La Verdad (Prawda). Więziony przez cztery miesiące, był najprawdopodobniej również torturowany. 
W grudniu 1994, w czasie kongresu CPDS w Bacie, został wybrany sekretarzem generalnym partii. Reelekcję na tym stanowisko uzyskał na II Kongresie Narodowym CPDS w lutym 2001, a następnie na III Kongresie Narodowym w lutym 2005. 
Micó był jedynym deputowanym CPDS, który dostał się Izby Reprezentantów Ludowych (parlament) w czasie wyborów parlamentarnych z marca 1999. W maju 2002 został aresztowany, umieszczony w areszcie domowym i oskarżony o udział w planowaniu zamachu stanu w 1997. W czerwcu 2002 otrzymał wyrok 14 lat i 8 miesięcy więzienia, jednakże prezydent Obiang w sierpniu 2003 ułaskawił go. 
W wyniku wyborów parlamentarnych z kwietnia 2004, Micó dostał się ponownie do parlamentu, reprezentując okręg Malabo. Był jednym z dwóch deputowanych CPDS. W wyborach parlamentarnych z 4 maja 2008 dostał się do Izby Reprezentantów Ludowych jako jedyny przedstawiciel CPDS i w ogóle całej opozycji. Pozostałe 99 miejsc zajęli kandydaci partii rządzącej. W lipcu 2008 stwierdził, że wybory z 2008 były najbardziej zmanipulowanymi i pełnymi przemocy wyborami w historii kraju. Oskarżył prezydenta Obianga o dyktatorskie rządy. Powiedział, że "sytuacja w Gwinei Równikowej jest gorsza niż w Zimbabwe" Roberta Mugabe. Dodał, że w Gwinei Równikowej nie może swobodnie działać opozycja, nie istnieją związki zawodowe i stowarzyszenia, a media poddane są kontroli władz. Oskarżył także Stany Zjednoczone i inne państwa Zachodu o prowadzenie wobec Gwinei Równikowej polityki nastawionej tylko na pozyskiwanie ropy naftowej, a przez to podtrzymującej reżim prezydenta Obianga. 
16 października 2009, po ogłoszeniu przez prezydenta Obianga organizacji wyborów prezydenckich 29 listopada 2009, stwierdził, że tak krótki okres uniemożliwi jego partii odpowiednie przygotowanie się i organizację kampanii wyborczej. Pomimo tego, zapowiedział udział w wyborach, choć oskarżył władze o planowanie fałszerstw wyborczych. Według oficjalnych wyników wyborów zdobył 3,6% głosów poparcia. Wybory zdecydowanie wygrał prezydent Obiang, uzyskując 95,4% głosów. Micó Abigo odrzucił wyniki, oświadczając, że wybory zostały sfałszowane. Organizacje broniące praw człowieka oświadczyły, że wybory nie spełniły standardów demokratycznych.